# Archiwum Państwowe w Toruniu

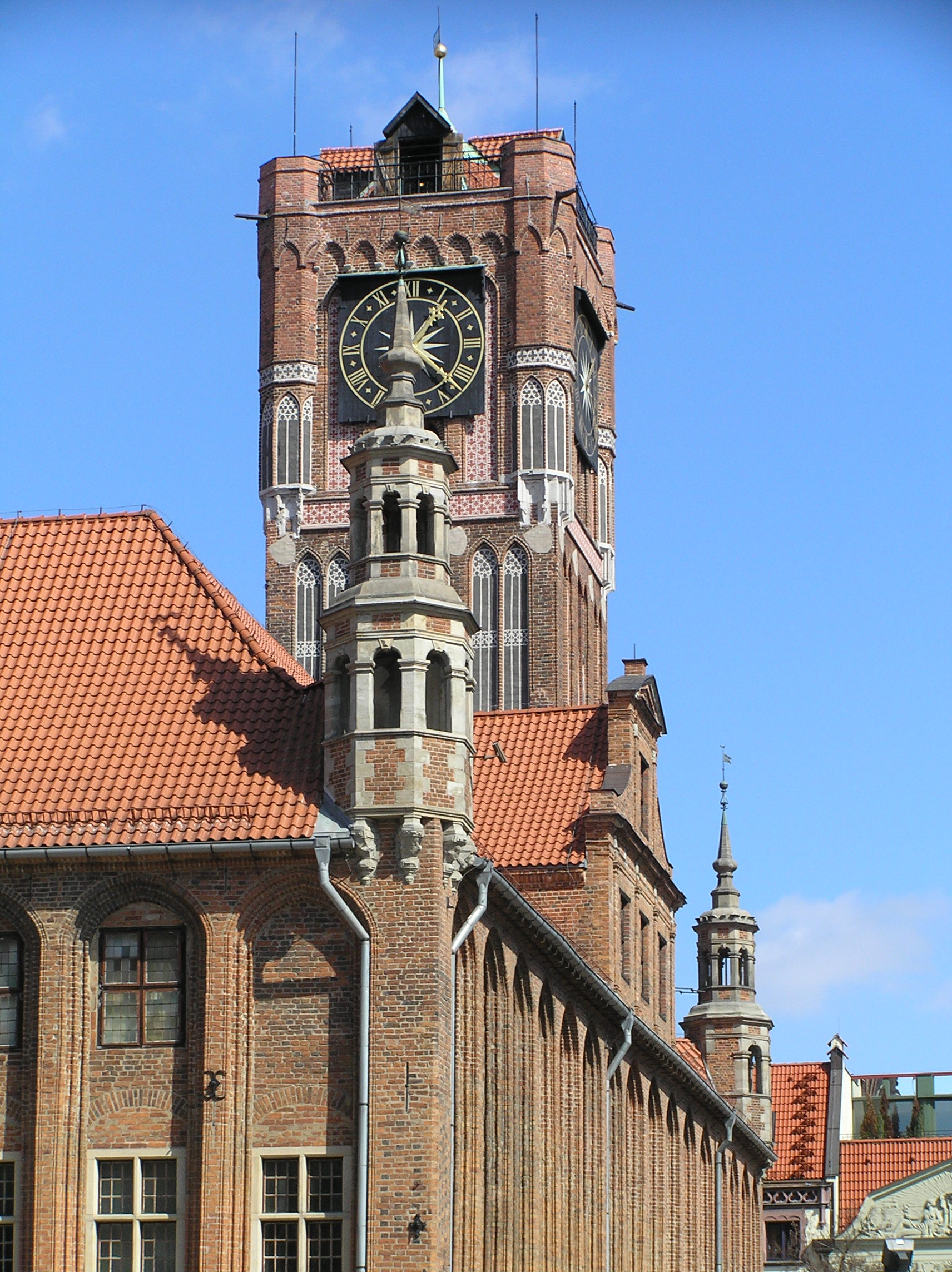
W latach 1946–1957 Archiwum Państwowe mieściło się w Ratuszu Staromiejskim

Archiwum Państwowe w Toruniu − jedno z najstarszych archiwów państwowych w Polsce. Centrala archiwum znajduje się przy Placu Rapackiego 4.

## Charakterystyka
Zadaniem instytucji jest gromadzenie, opracowywanie i udostępnianie materiałów archiwalnych oraz nadzór nad zasobem archiwalnym. Archiwum obejmuje swym działaniem miasto i powiat Toruń oraz powiaty: chełmiński, wąbrzeski, golubsko-dobrzyński, miasto i powiat Grudziądz, miasto i powiat Włocławek, powiat aleksandrowski, powiat lipnowski, powiat radziejowski, a także powiat nowomiejski w województwie warmińsko-mazurskim.

## Historia
Początku Archiwum Państwowego w Toruniu sięgają średniowiecza, jednak pierwsze wzmianki o instytucji pochodzą z 1570 i 1587 roku. W okresie tym archiwum gromadziło dokumenty miasta, pełniło również funkcję Archiwum Ziem Pruskich. W niedługim czasie do instytucji zaczęły trafiać również akta okolicznych miast, m.in. Brodnicy, Chełmna, Chełmży i Kowalewa.
Po II rozbiorze Polski archiwum nabrało charakteru jedynie historycznego. Podjęto wówczas próby uporządkowania zasobu instytucji, czego udało się dokonać dopiero pod koniec XIX w. W 1899 roku utworzono stanowisko archiwisty miejskiego. Stanowisko to piastował przez wiele lat Arthur Semrau.
Po odzyskaniu niepodległości przez Polskę Archiwum Państwowe w Toruniu stało się samodzielną instytucją publiczną z otwartą dla użytkowników pracownią naukową.
W czasie II wojny światowej najcenniejsze akta trafiły do kopalni Soli w Grasleben, wywieziono również część ksiąg metrykalnych z terenu miasta i powiatu toruńskiego. Większość zbiorów udało się odzyskać po 1947 roku.
W 1951 roku archiwum zostało upaństwowione, początkowo jako oddział Wojewódzkiego Archiwum Państwowego w Bydgoszczy, a od 1976 roku uzyskało status samodzielnej jednostki: Wojewódzkiego Archiwum Państwowego w Toruniu. W 1984 roku instytucję przekształcono w Archiwum Państwowe w Toruniu.

## Dyrektorzy
- Arthur Semrau (1899–1922)
- Helena Piskorska (1927–1929, 1930–1958)
- Kazimierz Sochaniewicz (1929–1930)
- Franciszek Paprocki (1958–1961)
- Irena Janosz-Biskupowa (1961–1965)
- Karola Ciesielska (1965–1984)
- Maksymilian Grzegorz (1984–1989)
- Jarosław Porazinski (1989–2004)
- Beata Herdzin (od 2004)

## Oddziały w Toruniu
| Oddział I (Centrala), Plac Rapackiego 4 | Oddział II (Flisak), ul. Idzikowskiego 6c                    | Oddział III (Nadzór), ul. Idzikowskiego 6c |
| --- | ------------------------------------------------------------ | --- |
| Przy Pl. Rapackiego mieszczą się: - Dyrekcja - Oddział I – Akt wytworzonych do końca XVIII w. - Pracownia informacji archiwalnej i ewidencji - Pracownia konserwacji - Dział finansowo- księgowy - Dział administracyjno- gospodarczy | Zasób Oddziału II obejmuje materiały archiwalne z XIX-XXI w. | Zadaniem Oddziału III jest nadzór nad archiwami zakładowymi z terenu: - miasta Torunia - miasta Grudziądza - miasta Włocławka - powiatu aleksandrowskiego - powiatu brodnickiego - powiatu chełmińskiego - powiatu golubsko-dobrzyńskiego - powiatu lipnowskiego - powiatu grudziądzkiego - powiatu radziejowskiego - powiatu rypińskiego (z wyjątkiem gminy Wąpielsk) - powiatu toruńskiego - powiatu wąbrzeskiego - powiatu włocławskiego - powiatu nowomiejskiego |

## Pozostałe oddziały
| Miasto    | Adres              | Status      | Uwagi                    |
| --------- | ------------------ | ----------- | ------------------------ |
| Włocławek | ul. ks. Skorupki 4 | oddział     |                          |
| Grudziądz |                    | oddział     | zlikwidowany w 1999 roku |
| Wąbrzeźno |                    | ekspozytura | zlikwidowana w 1990 roku |